# كوشي شارما
كوشي شارما (من مواليد 21 أغسطس 2002م)، هي لاعبة كريكيت هندية المولد تلعب مع منتخب الإمارات العربية المتحدة للكريكيت.

## الحياة الشخصية
نشأت اللاعبة كوشي شارما في إمارة عجمان مع شقيقها سانشيت شارما Sanchit Sharma، الذي لعب لمنتخب الكريكيت الإماراتي لأول مرة في عام 2021م. انتقل والدهم بريج موهان شارما للعيش في الإمارات العربية المتحدة قادماً من الهند في عام 1990م للعمل كمهندس ميكانيكي ثم أسس فيما بعد شركة لتجارة المعادن. كما لعب لعبة الكريكيت على مستوى عالي في ولايته هاريانا.

## الاحتراف الدولي
في نوفمبر 2021م تم اختيارها ضمن تشكيلة الإمارات العربية المتحدة لتصفيات آسيا لكأس العالم للسيدات التي أقيمت في دبي. في 22 نوفمبر 2021 ظهرت لأول مرة في بطولة العشرين الدولية للسيدات مع منتخب الإمارات العربية المتحدة ضد منتخب ماليزيا.
في مارس 2022م مثلت أيضًا منتخب الإمارات العربية المتحدة في كأس الخليج للسيدات التي أقيمت في مدينة مسقط في سلطنة عمان.

## أنظر أيضا
- قائمة لاعبات منتخب الإمارات العربية المتحدة للكريكت في تونتي20 الدولية

## روابط خارجية
- كوشي شارما على موقع ESPNcricinfo